# Бизе сир Баис
Бизе сир Баис (фр. Buzet-sur-Baïse) насеље је и општина у југозападној Француској у региону Аквитанија, у департману Лот и Гарона која припада префектури Нерак.
По подацима из 2011. године у општини је живело 1.301 становника, а густина насељености је износила 61,51 становника/km². Општина се простире на површини од 21,15 km². Налази се на средњој надморској висини од 40 метара (максималној 143 m, а минималној 22 m).

## Демографија
| 1806. | 1821. | 1826. | 1831. | 1836. | 1841. | 1846. | 1851. | 1856. | 1861. | 1866. | 1876. | 1881. | 1886. | 1891. | 1896. | 1901. | 1906. | 1911. | 1921. | 1926. | 1931. | 1936. | 1946. | 1954. | 1962. | 1968. | 1975. | 1982. | 1990. | 1999. | 2011. |
| ----- | ----- | ----- | ----- | ----- | ----- | ----- | ----- | ----- | ----- | ----- | ----- | ----- | ----- | ----- | ----- | ----- | ----- | ----- | ----- | ----- | ----- | ----- | ----- | ----- | ----- | ----- | ----- | ----- | ----- | ----- | ----- |
| 1.493 | 1.639 | 1.647 | 1.617 | 1.757 | 1.807 | 1.584 | 1.540 | 1.514 | 1.509 | 1.591 | 1.646 | 1.716 | 1.583 | 1.535 | 1.512 | 1.342 | 1.284 | 1.204 | 1.236 | 1.377 | 1.467 | 1.299 | 1.269 | 1.341 | 1.264 | 1.453 | 1.345 | 1.317 | 1.353 | 1.236 | 1.301 |

График промене броја становника у току последњих година